# سيغنوس إن جي 13
سيغنوس إن جي 13، المعروفة سابقًا باسم سي آر إس أوه إيه 13، هي الرحلة الرابعة عشرة لمركبة الفضاء سيغنوس الروبوتية المخصصة لتزويد محطة الفضاء الدولية بالمؤن والتابعة لشركة نورثروب غرومان، ورحلتها الثالثة عشرة إلى محطة الفضاء الدولية بموجب عقد خدمات تزويد المؤن التجارية مع وكالة ناسا. بدأت المهمة في 15 فبراير 2020 الساعة 20:21:01 بالتوقيت العالمي (3:21 مساءً بتوقيت شرق الولايات المتحدة) بعد نحو أسبوع من التأخير. وهذا هو الإطلاق الثاني لسيغنوس بموجب عقد سي آر إس 2.
طورت شركة أوربيتال إيه تي كيه بالتعاون مع ناسا نظام نقل فضائي جديد لتوفير خدمات تزويد المؤن التجارية إلى محطة الفضاء الدولية (آي إس إس). في إطار برنامج نظام النقل المداري التجاري (سي أوه تي إس)، قامت شركة أوربيتال ساينسيز، التي أُعيد تسميتها فيما بعد، بتصميم وبناء مركبة الإطلاق المتوسطة أنتاريس، بالتعاون مع متخصصين أوكرانيين لتوفير هيكل المرحلة الأولى.
تتصل مركبة المناورة المتقدمة سيغنوس بوحدة شحن مضغوطة، مقدمة من شركة تاليس إلينيا سبيس، مع حافلة القمر الصناعي جيوستار الخاصة بهم. اشترت شركة نورثروب غرومان شركة أوربيتال في يونيو 2018؛ ثم غيرت اسم قسم إيه تي كيه إلى نورثروب غرومان للأنظمة المبتكرة.

## نظرة تاريخية
سيغنوس إن جي 13 هي مهمة سيغنوس الثانية ضمن خدمات إعادة التزويد التجارية 2.
يتم إنتاج وتجهيز سيغنوس في دالاس، فيرجينيا. تُوصل وحدة خدمة سيغنوس مع وحدة البضائع المضغوطة في موقع الإطلاق، وتُجرى عمليات المهمة من مراكز التحكم في دالاس وهيوستن.
كان موعد الإطلاق الأصلي في 9 فبراير 2020 في الساعة 22:39:30 بالتوقيت العالمي المنسق قبل أن يتأجل حتى نهاية النافذة التي مدتها خمس دقائق في الساعة 22:44:29 بالتوقيت العالمي المنسق، لكن الإطلاق أُلغي بسبب مشكلة فنية مع جهاز تنظيم خاص بمنصة الإطلاق قبل ثلاث دقائق من انتهاء العد التنازلي.
أُلغيت محاولة الإطلاق الثانية في 14 فبراير 2020 الساعة 20:43:34 بالتوقيت العالمي المنسق بسبب الرياح العليا القوية مع بقاء أقل من تسعين دقيقة قبل نهاية العد التنازلي.
أُطلقت سيغنوس إن جي 13 بنجاح في 15 فبراير 2020 الساعة 20:21:01 بالتوقيت العالمي المنسق.

## الإطلاق والعمليات الأولية
بعد أن اشترت شركة نورثروب غرومان شركة أوربيتال إيه تي كيه في يونيو 2018، غُير اسم المهمة من أوه إيه 13 إلى إن جي 13. بُني صاروخ أنتاريس وجرى تجهيزه في مرفق التكامل الأفقي خلال ستة أشهر. نُقل الصاروخ إلى منصة مارس 0 إيه حيث كان من المقرر إطلاقه في 9 فبراير 2020 ولكن أُلغي الإطلاق وتأجل موعده بسبب سوء الأحوال الجوية ومشكلة في جهاز تنظيم خاص بمنصة الإطلاق. أُطلقت المهمة بنجاح في 15 فبراير 2020 الساعة 20:21:01 بالتوقيت العالمي المنسق بدون تأخير أو مشاكل بارزة. وصلت المركبة الفضائية إلى محطة الفضاء الدولية في 18 فبراير 2020 الساعة 09:05 بالتوقيت العالمي المنسق. التقطت رائد الفضاء أندرو مورجان، الخاص بالبعثة 62، المركبة الفضائية باستخدام ذراع المحطة الروبوتية. بعد ذلك، أمرت وحدات التحكم الأرضية ذراع المحطة بتدوير وتثبيت سيغنوس على المنفذ المواجه للأرض لوحدة يونيتي الخاصة بالمحطة الساعة 11:16 بالتوقيت العالمي المنسق. ظلت المركبة الفضائية متصلة بالمحطة الفضائية حتى 11 مايو 2020. أجريت تجربة سافير 4 داخل سيغنوس بعد مغادرتها المحطة، وقبل خفض مدارها، حين تخلصت من عدة أطنان من القمامة أثناء دخولها الغلاف الجوي فوق المحيط الهادئ المحيط، في 29 مايو 2020.